# 미나미욧카이치역
미나미욧카이치역(일본어: 南四日市駅)은 일본 미에현 욧카이치시에 있는 도카이 여객철도 · 일본화물철도 간사이 본선의 역이다.

## 역사
- 1928년 7월 1일 : 히나가 신호장(일본어: 日永信号場)으로 개설.
- 1963년 10월 1일 : 히나가 신호장이 역으로 승격해 미나미욧카이치역 개업.
- 1987년 4월 1일 : 도카이 여객철도 · 일본화물철도가 승계.

## 이용 현황
- 도카이 여객철도

| 연도     | 하루 평균 승차인원 |
| 1998년도 | 517명              |
| 1999년도 | 531명              |
| 2000년도 | 558명              |
| 2001년도 | 562명              |
| 2002년도 | 556명              |
| 2003년도 | 572명              |
| 2004년도 | 596명              |
| 2005년도 | 611명              |
| 2006년도 | 629명              |
| 2007년도 | 662명              |
| 2008년도 | 665명              |
| 2009년도 | 630명              |
| -------- | ------------------ |

- 일본화물철도

| 연도     | 발송화물 | 도착화물 |
| 2003년도 | 56,723t  | 11,278t  |
| -------- | -------- | -------- |

## 역 주변
- 파워시티 욧카이치
- 아지노모토 도카이 공장
- 파나소닉전공 욧카이치 공장 · 미나미욧카이치 공장
- 미쓰비시 가스화학 욧카이치 공장
- JSR 욧카이치 공장
- JSP 욧카이치 제1 공장
- 긴키 닛폰 철도 미야마도 역 · 시오하마역 · 도마리역

## 인접정차역
| 도카이 여객철도 간사이 본선 | 도카이 여객철도 간사이 본선 | 도카이 여객철도 간사이 본선 |
| --------------------------- | --------------------------- | --------------------------- |
| 욧카이치 나고야 방면        | ■ 쾌속 ■ 구간쾌속 ■ 보통    | 가와라다 가메야마 방면      |